# Тимофієнко Володимир Іванович
Володимир Іванович Тимофієнко (5 лютого 1941, Одеса — 11 грудня 2007, Київ) — архітектурознавець, дослідник української архітектури і містобудування XVIII—XX століть, доктор мистецтвознавства.

## Біографія
- 1941 — народився  5 лютого 1941 року в Одесі.
- 1965 — закінчив Інститут живопису, скульптури і архітектури ім. І. Ю. Рєпіна у Ленінграді.
- 1968 — закінчив аспірантуру Ленінградського інженерно-будівельного інститутцу та  захистив дисертацію «Архітектурно-містобудівний розвиток Одеси з кінця XVIII ст. до 1917 р.» і здобув науковий ступінь кандидата мистецтвознавства.
- Викладав у  Воронезькому інженерно-будівельному інституті,   завідував кафедрою в Одеському державному педагогічному інституті імені К. Д. Ушинського, був професором Київського національного університету будівництва і архітектури.
- 1983—1992 — був відповідальним секретарем Головної редколегії Зводу пам'яток історії та культури України[1].
- 1994—2002 — науковий редактор щорічника «Архітектурна спадщина України» (вип. 1-5)[2].
- 1993 — захистив дисертацію «Містобудівне мистецтво Північного Причерномор'я другої половини XVIII — початку ХІХ ст.» на здобуття наукового ступеня доктора мистецтвознавства.
- 1998 — почесний доктор Науково-дослідного інституту теорії та історії архітектури та містобудування (НДІТІАМ)[2].
- 1998—2000 — віце-президент Української академії архітектури[1].
- 2004 — член експертної комісії з занесення об'єктів культурної спадщини до Державного реєстру нерухомих пам'яток України.[3]
- Помер 11 грудня 2007 року в Києві.

## Науково-дослідна праця
Працював у науково-дослідних інститутах:
- провідний науковий співробітник Інституту мистецтвознавства, фольклористики та етнології ім. М. Т. Рильського Національної академії наук України[2],
- завідувач відділу науково-творчих досліджень, інформації та аналізу Інституту проблем сучасного мистецтва [Архівовано 28 серпня 2008 у Wayback Machine.], НАОМА.

## Премії, нагороди
Володимир Іванович удостоєний почесного звання Заслужений діяч науки і техніки України, відзначений двома Державними преміями України в галузі архітектури:
- 2002 — за «фундаментальні дослідження в галузі історії архітектури України XVIII — початку ХХ століть»[5]
- 2007 — за «фундаментальне видання „Історія Української архітектури“»[6]
- Почесний член Української академії архітектури (УАА)[2].

## Праці
Володимир Іванович Тимофієнко був автор і редактор понад тридцяти фундаментальних наукових видань, серед яких:
- «Методические рекомендации для подготовки Свода памятников истории и культуры по Украинской ССР» (К., 1981).
- «Одесса: Архитектурно-исторический очерк» (К., 1983; 1984).
- Одеса: Архітектура: Пам'ятники. Фотоальбом. – Київ: Мистецтво, 1984 (автор тексту).
- «Города Северного Причерноморья во второй половине XVIII века» (К., 1984).
- «Формирование градостроительной культуры Юга Украины» (К., 1986).
- «Українська садибна архітектура другої половини XVIII — першої третини XIX ст.» (К., 1993, співавт. В. Ю. Єрошев).
- «Брами, огорожі й ворота у забудові південних міст» (К., 1994).
- «Енциклопедія архітектурної спадщини України: Тематичний словник» (К., 1995).
- «Зодчі України кінця XVIII — початку XX століть: біографічний довідник». — Київ : НДІТІАМ, 1999. — 475 с. — ISBN 966-7452-16-6.
- «Нариси всесвітньої історії архітектури» (Т. 1, кн. 1, К., 2000).
- «Исторический центр города Одессы: Обзор истории развития» (Одесса, 2001).
- «Давня Америка: Розвиток архітектури і монументального мистецтва» (К., 2002).
- «Архітектура і монументальне мистецтво: Терміни та поняття» (К., 2002). ISBN 966-96284-0-7.
- «Історія української архітектури» (К., 2003) Видавництво «Техніка» ISBN 966-575-066-6.
- «Історія архітектури Стародавнього світу: Підруч. для ВНЗ. НАН України» (К., 2006; 2007) ISBN 966-00-0705-1.
- «Відродження Одеси: Архітектура повоєнного десятиріччя» / Акад. мистецтв України, Ін-т пробл. сучас. мистецтва. — Київ : Музична Україна, 2006. — 484 с. — ISBN 966-8259-26-2.
- Збірники «Сучасні проблеми дослідження, реставрації та збереження культурної спадщини» (К., 2005—2007; вип. 2-3, наук. ред.). ISBN 966-8613-19-8.